# Мовчання (фільм, 1963)
«Мовчання» (швед. Tystnaden) — класика європейського артхаусу шведського режисера Інгмара Бергмана. Третій з так званої «трилогії віри» Бергмана, що включає також стрічки «Крізь тьмяне скло» і «Причастя».
У вигаданій європейській країні дві сестри, що втілюють чуттєвий та інтелектуальний бік особистості, майже не спілкуються і з працею розуміють один одного, в той же час змагаючись за увагу маленького сина однієї з них. Фільм отримав широку популярність завдяки своїй новаторській, модерністській кіномові.

## Сюжет
У задушливому купе поїзда, який слідує точно не позначеним маршрутом, їдуть дві сестри — Естер (І. Тулін) і Анна (Г. Ліндблум) і маленький син останньої — Юган (Й. Ліндстрем). Вони повертаються додому практично в повному мовчанні, яке лише зрідка переривається короткими репліками хлопчика і його матері. Дитина намагається читати роман Лермонтова «Герой нашого часу». Йому нудно, як і його матері. Її сестра Естер хвора на рак; в усій її зовнішності втома, страх смерті і заздрість до сестри.
Через хворобу Естер мандрівники сходять з поїзда в місті Тімок (естонське слово, що означає «що належить катові»). Герої зупиняються в похмурому пустельному готелі. Коридорами цього готелю, які складають подобу безмірного лабіринту, бродить маленький герой фільму, розглядаючи картини в дусі Рубенса, що висять на стінах. У своїх мандрах по готелю він потрапляє в номер до акторів-карликів, які втягують його в фантасмагоричну гру, вбираючи в сукню; однак прийшов головний карлик і нагримав на них, і гра припиняється. І карлики, і служитель готелю розмовляють чужою мовою, жоден з головних героїв не розуміє їхньої мови.
Вулицями міста повзуть танки — метафора емоційної війни між сестрами. Знемагаюча від спеки Анна бродить незнайомими площами, ловлячи на собі погляди оточуючих чоловіків. Прийшовши в театр (де вона присутня на комічному виступи тих же карликів), вона спостерігає, як чоловік і жінка займаються любов'ю на задніх кріслах. Про свої переживання вона розповідає сестрі, яка допитується про особисте життя Анни. Познайомившись з офіціантом вуличного бістро (Б. Мальмстен), Анна приходить з ним в готель. У готелі вони займаються любов'ю — і їх бачить її маленький син. Пізніше Естер застає коханців разом. У номері Анна намагається принизити Естер, відбувається сварка сестер.
За відсутності сестри Естер поводиться по-іншому: вона лежить в ліжку, курить, п'є, намагається працювати, пестить себе; вона ненавидить весь світ, свою сестру і саму себе, дивиться у вікно на місто. Під вікном з'являється танк, він зупиняється ненадовго, розгортається і ховається за поворотом. Естер безуспішно намагається завоювати довіру племінника. Єдина людина, з яким вона може нормально поспілкуватися — це служитель готелю. Естер ділиться своїми думками і переживаннями. На його руках вона і залишається в кінці фільму. Мається на увазі, що Естер вмирає.
Анна і Юган продовжують подорож удвох. Хлопчик намагається прочитати слова чужою мовою, які написала для нього перед смертю Естер. Анна підставляє своє тіло дощовим струменям, які хльостають у відкрите вікно. Звучить тривожна фонова музика. У книзі «Картини» режисер прокоментував фінал фільму
|  | «Із всіх негараздів та конфліктів, сумних умов, в яких знаходиться людина, в "Мовчанні" викристалізовується лише маленька чиста крапля чогось іншого - раптовий порив, спроба зрозуміти кілька слів чужою мовою, це щось дивне, але єдине, що залишається. Він це і позитивно». |

## У ролях
- Інгрід Тулін — Естер
- Гуннель Ліндблум — Анна
- Біргер Мальмстен — офіціант
- Йорген Ліндстрем — Юган[8]

## Робота над фільмом
Після декількох фільмів, де було багато розмов, Бергман вирішив на час відійти від «літературщини» багатошарових діалогів на користь чистої образності кіна. Тим самим він припускав знайти новий підхід до ключової для себе теми мовчання Бога (звідси назва): «Бог не говорить з нами, тому що він не існує» .
У вигаданому місті, заснованому на спогадах Бергмана про зруйновані війною міста Центральної Європи, змодельована екзистенціальна ситуація самотності. Дві сестри, навіть будучи разом, відчувають в душі спустошеність — настільки сильну, що подолати її не допомагають навіть сексуальні емоції, які вони намагаються пережити. Слова лише заважають в світі, де відсутні справжні почуття. У плані тексту сценарій дуже лаконічний. Бергман говорить, що при його створенні надихався «Концертом для оркестру» Бартока:
|                  | «Первісна ідея була зробити фільм за законами музики, а не драматургії. Фільм з асоціативним ритмічним впливом, з головним і побічними мотивами. Єдине, що залишилося від Бартока в цьому фільмі, - початок з його глухим низьким тоном і раптовим вибухом! .. І потім, мене завжди заворожувало незнайоме місто ... Спочатку я хотів зробити головними персонажами двох чоловіків - старого і молодого ... Але потім я раптом побачив в Інгрід Тулін і Гуннель Ліндблум цікавий контраст двох потужних полюсів». |
| — Інгмар Бергман | |

## Реакція публіки і критики
Вихід фільму супроводжувався галасом в пресі з приводу незвичайної відвертості окремих сцен і натяку на заборонні для комерційного кіно теми інцесту. «Коли вийшов фільм … я отримав анонімний лист з уривком використаного туалетного паперу, — згадує Бергман. — Так що цієї з точки зору сьогоднішнього дня безневинний фільм був прийнятий вороже».
- У Франції фільм вийшов в прокат в укороченій версії: були вирізані сцени, які «ображають суспільну мораль».[11]
- Відразу після прокату фільму в 1963 році Бергману і його дружині відмовили від будинку господарі дачі на острові Орне, мотивувавши це тим, що пристойні мешканці не повинні знімати непристойні фільми.[11]
- Шведський соціолог Ю. Ізраель «назвав» Мовчання «… фільмом реакційним і здатним вселити огиду до всякого прояву сексу»[12][13]

Деякі критики (наприклад, Ален Роб-Гріє і ін.) Проводили паралель між новим фільмом Бергмана і «трилогією відчуження» Антоніоні, героїні якої не можуть навіть в сексі знайти вихід із замкнутого кола екзистенціальної самотності і безглуздості життя, позбавленої будь-яких трансцендентних смислів.